# Juan Claudio Sanahuja
Juan Claudio Sanahuja (Buenos Aires, 16 de septiembre de 1947-ibídem, 23 de diciembre de 2016) fue un sacerdote católico conocido por defender el derecho a la vida y criticar los planes de la masonería y del Nuevo Orden Mundial. Director del boletín Noticias Globales y Notivida.

## Biografía
Nació en Buenos Aires. En 1968 se licenció en Ciencias de la Información en la Universidad de Navarra. Luego cursó estudios de Teología en Roma, y en 1973 obtuvo el grado de Doctor en Teología en la Universidad de Navarra. Se ordenó sacerdote en Madrid el 13 de agosto de 1972 y perteneció al clero de la Prelatura del Opus Dei. Desde hace casi 40 años se dedicaba a temas relacionados con la defensa de la vida y la familia. En 1998 fundó Noticias Globales que provee material de investigación sobre políticas relacionadas con la vida humana y la familia a nivel internacional, y desde el año 2001 fue editor de Notivida que trata de los mismos temas, pero enfocando en Argentina. Murió el 23 de diciembre de 2016 en el Hospital Británico de Buenos Aires por cáncer de páncreas. Por su empeño, en 2011, Benedicto XVI le otorgó el título de Capellán de Su Santidad.
Colaboró en numerosos organismos de la Santa Sede, especialmente con el ahora disuelto Pontificio Consejo para la Familia y fue miembro correspondiente de la Pontificia Academia para la Vida (1998-2011).
Luchador incesante por la causa de la vida y la familia, gastó su vida tratando de concientizar a la gente de los peligros de la Cultura de la Muerte y de la importancia de la Cultura de la vida.
Fue asesor eclesiástico de la Fundación Nueva Cristiandad y desde 1997 viceasesor del Consorcio de Médicos Católicos de Buenos Aires.

## Obras
Fue autor de numerosos libros, artículos, ponencias y participó en numerosos congresos, ponencias y reuniones nacionales e internacionales. Varias de sus obras han sido traducidas y publicadas en Brasil. 
Escritor, bloguero, conferencista. Los temas principales de su preocupación fueron el aborto, el mal llamado matrimonio homosexual, la imposición de la ideología de género, de la cual alertó ya en los años 80 cuando nadie hablaba del tema y de la reingeniería social anticristiana.
Su último libro, la ampliación de Poder Global y Religión universal vio la luz el mismo día de su partida a la Casa del Padre, siendo éste casi una obra póstuma. Es un libro que contiene la denuncia del mayor ataque que se concibió hasta ahora contra el cristianismo, sobre todo contra la Iglesia Católica y la civilización Cristiana: 

«Los falsos profetas y los falsos maestros han logrado el mayor éxito posible», son palabras de San Juan Pablo II. [...] Hoy la situación general es mucho peor pero, a pesar de eso, hemos de afirmar, con el Beato Pío IX: «Así como no es posible la conciliación entre Dios y Belial, tampoco lo es entre la Iglesia y los que meditan su perdición. Sin duda es menester que nuestra fuerza vaya acompañada de prudencia, pero no es menester igualmente, que una falta de prudencia nos lleve a pactar con la impiedad [...] No, seamos firmes: nada de conciliación; nada de transacción vedada e imposible [...]»

Hacía suyas las palabras del Obispo Giacomo Biffi: El Anticristo será pacifista, ecologista y ecumenista y recordaba las proféticas palabras del padre Castellani quien creía que las virtudes teologales Fe, Esperanza y Caridad serían algún día reemplazadas por prosperidad, democracia y dulzura. Realizó conferencias que muchas de ellas pueden ser encontradas en internet.

## Libros
El gran desafío, La Cultura de la Vida contra la Cultura de la Muerte, Prólogo del Cardenal Alfonso López Trujillo, Editorial Serviam, 1995.
El desarrollo sustentable, Editorial Vórtice, 2003.
Poder Global y Religión universal, Editorial Vórtice, 2010.
El gran desafío - edición ampliada y corregida, Editorial Vórtice, 2014.
Poder global y religión universal Archivado el 9 de enero de 2018 en Wayback Machine. - edición ampliada y corregida, Editorial Librería Córdoba, 2016.